# Iveco Trakker
Iveco Trakker — серія вантажівок, що випускаються компанією Iveco з 2004 року.

## Історія моделі

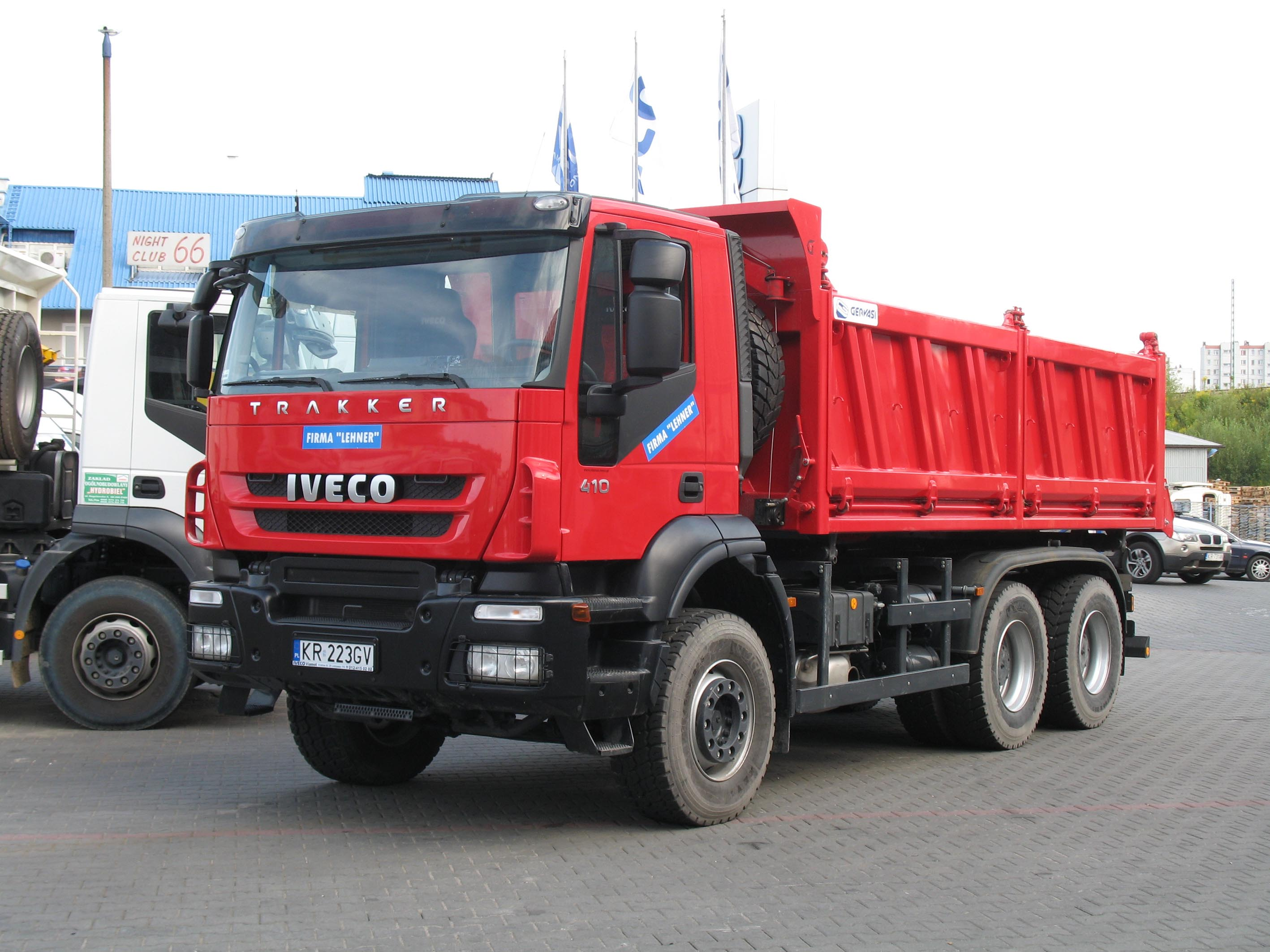
Самоскид Iveco Trakker 410 (2007—2012)

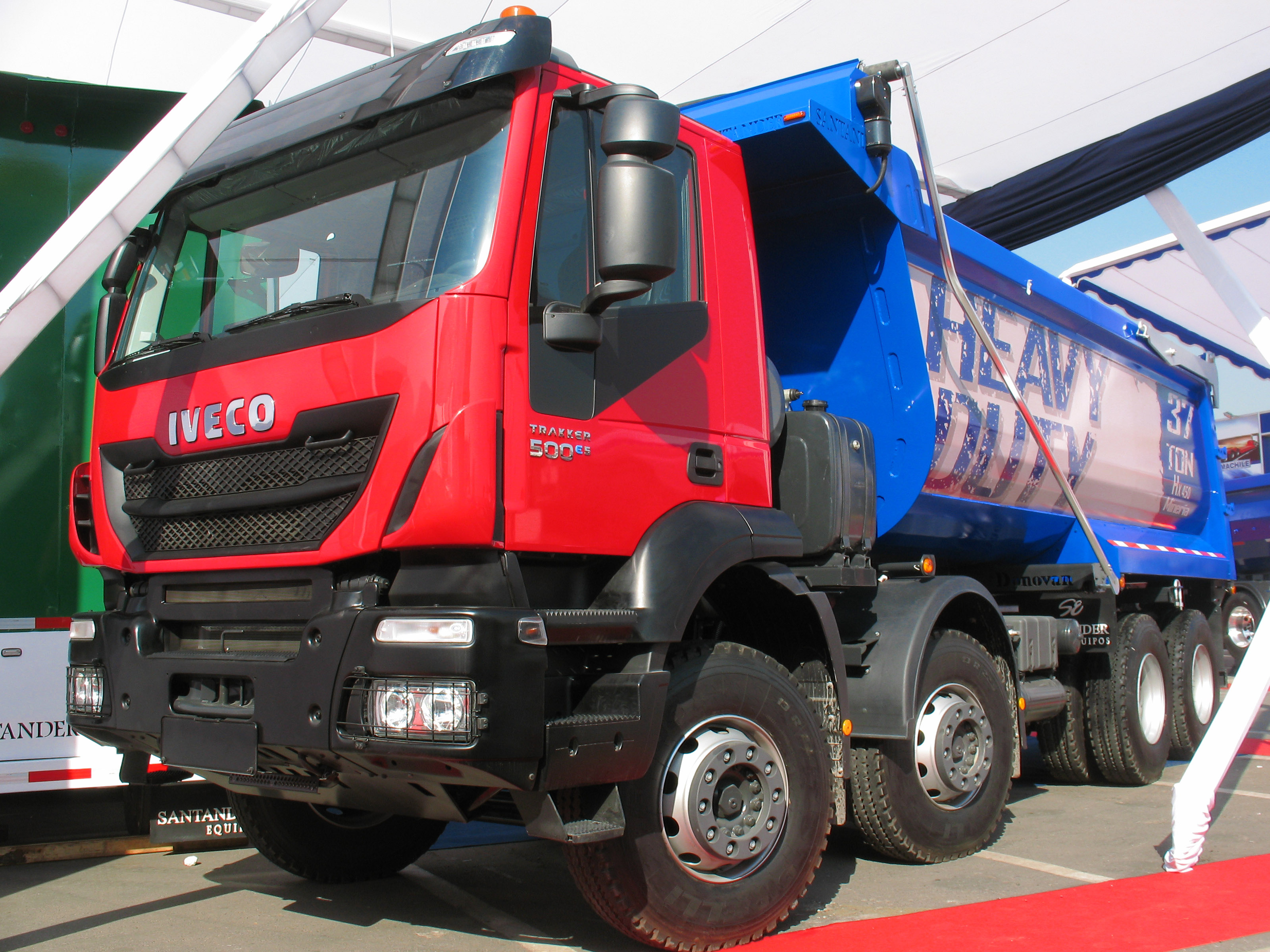
Самоскид Iveco Trakker 500 Hi-Land (з 2013)

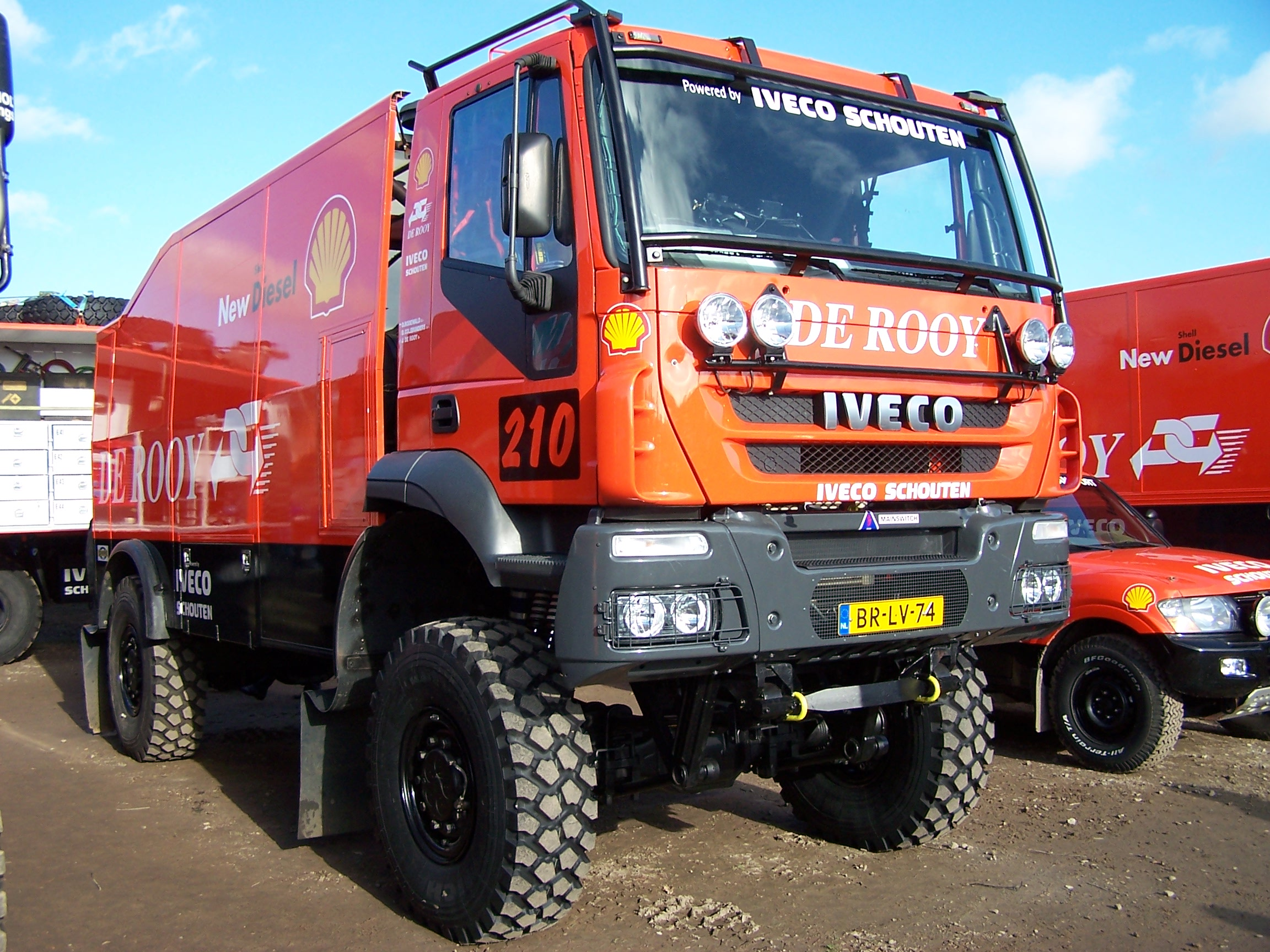
Iveco Trakker 4x4 для Ралі Дакар

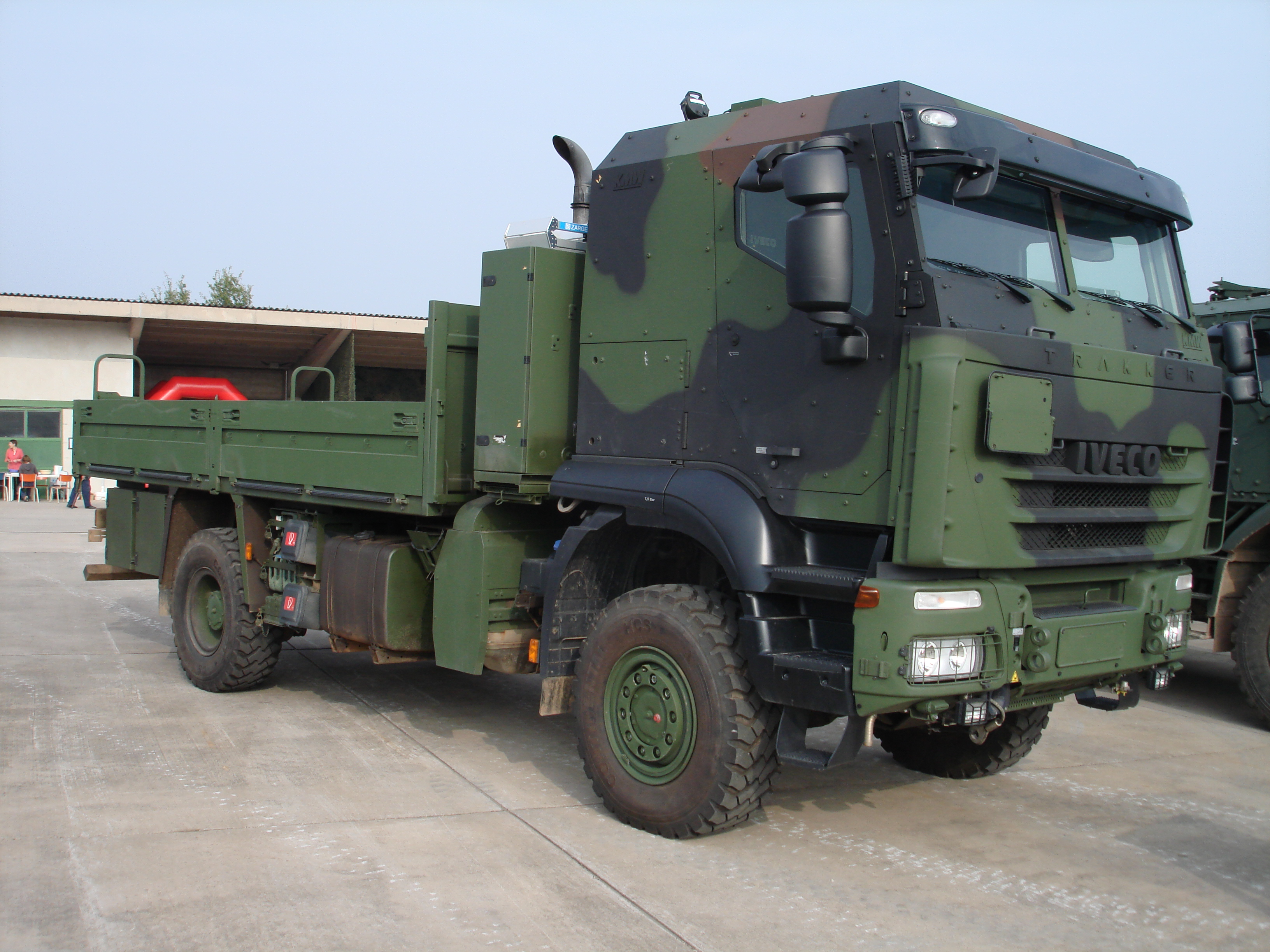
Броньований Iveco Trakker 4x4 в німецькій армії

- 1993 — прем'єра Iveco EuroTrakker.
- 2000 — оновлення моторної гами, EuroTrakker починає комплектуватися новими двигунами Cursor.
- 2004 — поява нового покоління Iveco Trakker.
- 2007 — рестайлінг Iveco Trakker, поява нової кабіни, і двигунів Євро-5.
- 2013 — другий рестайлінг моделі, вантажівки отримали позначення Iveco Trakker Hi-Land/Hi-Track, змінену кабіну, і двигуни Євро-6.
- 28.04.2021 — відбулася онлайн-прем'єра нової серії вантажівок Iveco T-Way, що прийшли на зміну легендарній моделі Trakker.

## Опис моделі
Будівельні вантажівки сімейства Trakker випускаються з колісними формулами 4х2, 4х4, 6х4, 6х6, 8х4, 8х6 і 8х8. Сюди входять шасі під установку всіляких надбудов і сідлові тягачі. Повна маса одиночних автомобілів становить від 19 до 40 т, автопоїздів — від 40 до 85 т. Окремі модифікації можуть працювати у складі автопоїздів повною масою 300 т і більше. У магістральників Stralis вантажівки Trakker запозичили не тільки стандартну кабіну AS, але також вузьку AT (довгу з нормальною і високим дахом) і коротку AD (зі стандартною дахом). Машини отримали сталевий бампер з округленими кутами, який складається з трьох частин, що спрощує заміну в разі пошкодження. На блок-фарах є захисні ґрати. Для облицювання дверей, стелі і задньої стінки кабіни використовується легко миється пластик. Серійно встановлюється анатомічне сидіння з пневматичною підвіскою і ременями безпеки. Панель приладів така ж, як у магістральних автомобілів Stralis. Рульове колесо регулюється в межах 20° по куту нахилу.
Автомобілі Trakker комплектуються двигунами Cursor потужністю 270—480 к.с. Для виконання норм Євро-4 і Євро-5 мотори обладнані системою SCR. Крутний момент від двигуна на провідні мости передають механічні 9 — або 16-ступінчасті коробки передач ZF, а у моделей потужністю понад 350 к.с. — Напівавтоматичні агрегати, оснащені пристроєм Sevroshift. Як замовний виступає автоматизована 12-ступенева коробка передач ZF AS-Tronic. За бажанням споживача встановлюються блокується міжосьовий і міжколісний диференціали. У списку рекомендованих пристроїв знаходиться пневматична підвіска замість звичайних параболічних або напівеліптичних ресор, яка встановлюється на автомобілях з колісними формулами 6х4 і 8х4. Чотири пневмоелементи на міст у порівнянні з листовими ресорами краще розподіляють навантаження, а також забезпечують більший комфорт при порожніх рейсах. Пневматична підвіска встановлюється також на вантажівках повною масою 21 і 26 т і, крім того, на моделях 4х4 і 6х4. У двовісних машин в так званому «легкому» варіанті передня вісь має навантаження 8 т і оснащується параболічними ресорами, а задній міст з ресорної підвіскою витримує 13 т. Допустиме навантаження у тривісних автомобілів на задню візок, забезпечену параболічними ресорами, досягає 21 т. У моделей «важкого» класу Trakker-Jungs передня підвіска на вибір оснащується параболічними або напівеліптичними ресорами, а допустиме навантаження на передню вісь становить 8 або 9 т. Задній міст пов'язаний з рамою не тільки з допомогою напівеліптичних, але і параболічних ресор. Повна маса тривісних самоскидів в «легкому» варіанті — 26 т, в «важкому» — 38 т, а для машин з колісною формулою 8х8 відповідно — 32 і 41 т.
Штатним оснащенням передніх осей вантажівок Trakker є дискові гальмівні механізми з електронним регулюванням, тільки на повнопривідних моделях збереглися передні і задні барабанні.

### IVECO Trakker AT380T54 WT EZ275
Розроблений для Росії баластний тягач IVECO Trakker AT380T54 WT EZ275 (8х6), призначений для буксирування причепів надважких, може працювати в зчепі з ще одним тягачем. Доопрацювання стандартного шасі IVECO AT380T44 6х6 проводилося в дочірній компанії Astra Sivi. Автомобіль має довгу кабіну Stralis AT, обладнану автономним нагрівником Eberspa .. cher. Встановлено два додаткових радіатора, розташованих позаду кабіни (один — для додаткового охолодження двигуна, другий — для охолодження масла в трансмісії). Паливний бак місткістю 600 л також розміщується за кабіною. На машині змонтовані спеціальний підрамник і посилені передня і задня поперечки рами — кожна зі своїм зчіпним пристроєм. Максимальна маса автопоїзда з одним тягачем становить 250 т. Навантаження на сідловий пристрій становить 35 т, споряджена маса автомобіля — близько 18 т. Зчіпний пристрій знаходиться на висоті 1620—1665 мм від землі. Підготовка автомобіля для експлуатації в зчепленні з іншим тягачем (синхронізація гальмівний, електричної систем та інших вузлів) дає можливість збільшення повної маси автопоїзда до 500 т. Автомобіль створений на замовлення компанії «Кірішінафтооргсинтез» для транспортування важкого нафтопереробного устаткування.

### Hi-Land / Hi-Track
На виставці IAA 2012 року представлена оновлена будівельна модель Trakker. Вантажівка отримала оновлену решітку радіатора в стилі новітнього Stralis Hi-Way. Версія з короткою кабіною отримала приставку Hi-Land, а з високим дахом і спальним відсіком — Hi-Track. Всередині — покращений інтер'єр з більш якісним пластиком. Вантажівки оснащаються 8- і 13-літровими двигунами потужністю від 310 до 500 к.с. Більшість двигунів оснащені турбокомпресором VTG і відповідають нормам EEV.
Виробництво вантажівок почалось в 2013 році.

### T-Way (з 2021)

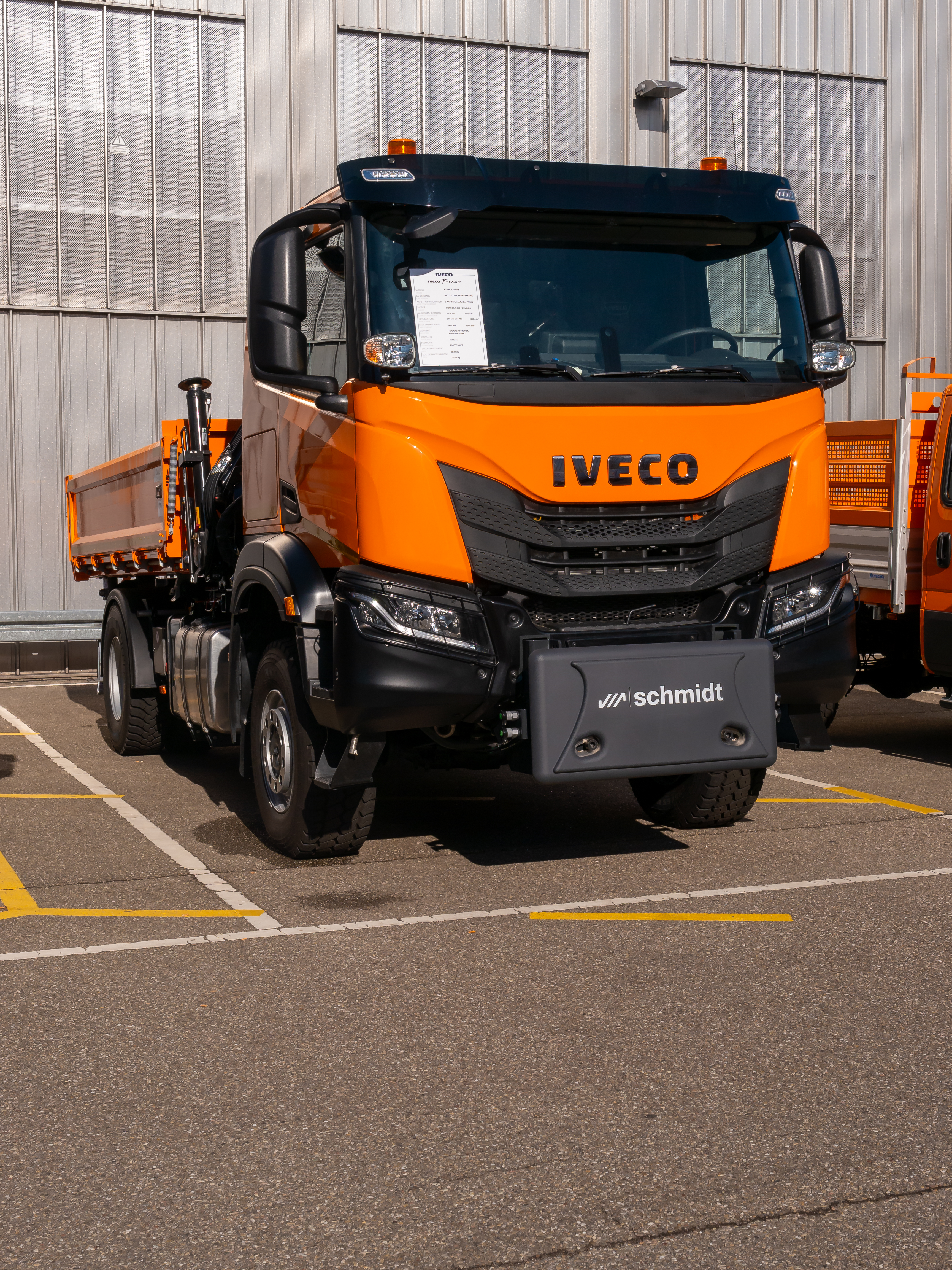
Iveco T-WAY 360 4x4

Спочатку презентація T-Way була запланована на 2020 рік. У зв'язку з пандемією COVID-19 і викликаною нею надзвичайною ситуацією в Італії дату перенесено на початок 2021 року.
Iveco T-Way зовні можна відрізнити від попередника — Trakker по кабіні, дизайн якої вирішений у дусі машин, що вже випускаються S-Way і X-Way.
Кабіни доступні в короткому (AD) та довгому (АТ) виконаннях — зі стандартним або високим дахом.
Двигун встановлюється 13-літровим Cursor 13 потужністю до 510 к.с. На більш легких версіях можливе використання моделі Cursor 9. Всі мотори стандарту Євро 6, хоча для деяких ринків (Африка, Латинська Америка, Азія) будуть пропонуватися турбодизелі Євро 3/Євро 5.

### Двигуни
Усі двигуни Iveco T-Way використовують систему очищення вихлопних газів SCR і відповідають стандарту викидів Євро 6d.
| Двигун       | Об'єм (л) | Потужність (к.с.) при (об/хв) | Крутний момент (Нм) при (об/хв) |
| ------------ | --------- | ----------------------------- | ------------------------------- |
| Дизель       |           |                               |                                 |
| Cursor 9     | 8,7       | 330 при 1655—2200             | 1400 при 1100—1655              |
| Cursor 9     | 8,7       | 360 при 1530—2200             | 1650 при 1200—1530              |
| Cursor 9     | 8,7       | 400 при 1655—2200             | 1700 при 1200—1655              |
| Cursor 11    | 11,1      | 420 при 1475—1900             | 2000 при 870—1475               |
| Cursor 11    | 11,1      | 460 при 1500—1900             | 2150 при 925—1500               |
| Cursor 11    | 11,1      | 480 при 1465—1900             | 2300 при 970—1465               |
| Cursor 13    | 12,9      | 510 при 1560—1900             | 2300 при 900—1560               |
| Метан        |           |                               |                                 |
| Cursor 9 NP  | 8,7       | 340 при 2000                  | 1500 при 1100—1600              |
| Cursor 9 NP  | 8,7       | 400 при 2000                  | 1700 при 1200—1575              |
| Cursor 13 NP | 12,9      | 460 при 1900                  | 2000 при 1100—1600              |